# 佩萨河谷圣卡夏诺
佩萨河谷圣卡夏诺（義大利語：San Casciano in Val di Pesa）是意大利托斯卡纳大区佛羅倫斯廣域市的市镇。面积为108平方公里，2007年人口数量为16,802人。